# برسية
البَرْسِيَّة  أو قطيفة أو قرنفلية (الاسم العلمي: Gnaphalium) (بالإنجليزية: cudweeds)‏ هي جنس من النباتات يتبع الفصيلة النجمية من رتبة النجميات.

## تسميات
غنافليون وشرعطط وسندة ورعراع ورجل القط وبوفتاج (فارسية).

## أنواع البرسية
توجد أنواع كثيرة من جنس البرسية منها:
- برسية أفريقية جنوبية
- برسية أمريكية
- برسية بيروفية
- برسية بيكالية
- برسية جامايكية
- برسية جميلة
- برسية حرجية
- برسية خطية
- برسية رأس الرجاء
- برسية سبخية
- برسية صلبة
- برسية قوقازية
- برسية متموجة
- برسية مولرية
- برسية نرويجية
- برسية وردية
- برسية ديامنتينية
- برسية أرجوانية
- برسية أكوادورية
- برسية أنديزية
- برسية بايكالية
- برسية برودية
- برسية بنسلفانية
- برسية بورتوريكية
- برسية بيضاء
- برسية تراباكانية
- برسية حاد, مدبب
- برسية حاملة الغدد
- برسية حبيبية
- برسية دومينيكانية
- برسية ذهبية الرأس
- برسية رخوة
- برسية رقيقة
- برسية روسية
- برسية زهيرية
- برسية مستنقعية
- برسية صغيرة
- برسية صغيرة الأزهار
- برسية صوفية
- برسية طومسونية
- برسية غايانية
- برسية غدية
- برسية غروية
- برسية قزمية
- برسية قليلة الأزهار
- برسية كابريرية
- برسية كستنائية
- برسية لبنية
- برسية متباينة الأوبار
- برسية متشابكة
- برسية متضيقة
- برسية متعددة الجوانب
- برسية متعددة الروؤس
- برسية متلاحمة الأجزاء
- برسية مجاورة
- برسية مرجية
- برسية مزركشة الرأس
- برسية مستلقية
- برسية مضللة
- برسية معنقة
- برسية مغطاة
- برسية منثية
- برسية منشورية
- برسية منمنمة
- برسية مونتفيديوية
- برسية نيلسونية
- برسية وحلية